# Bolo Yeung

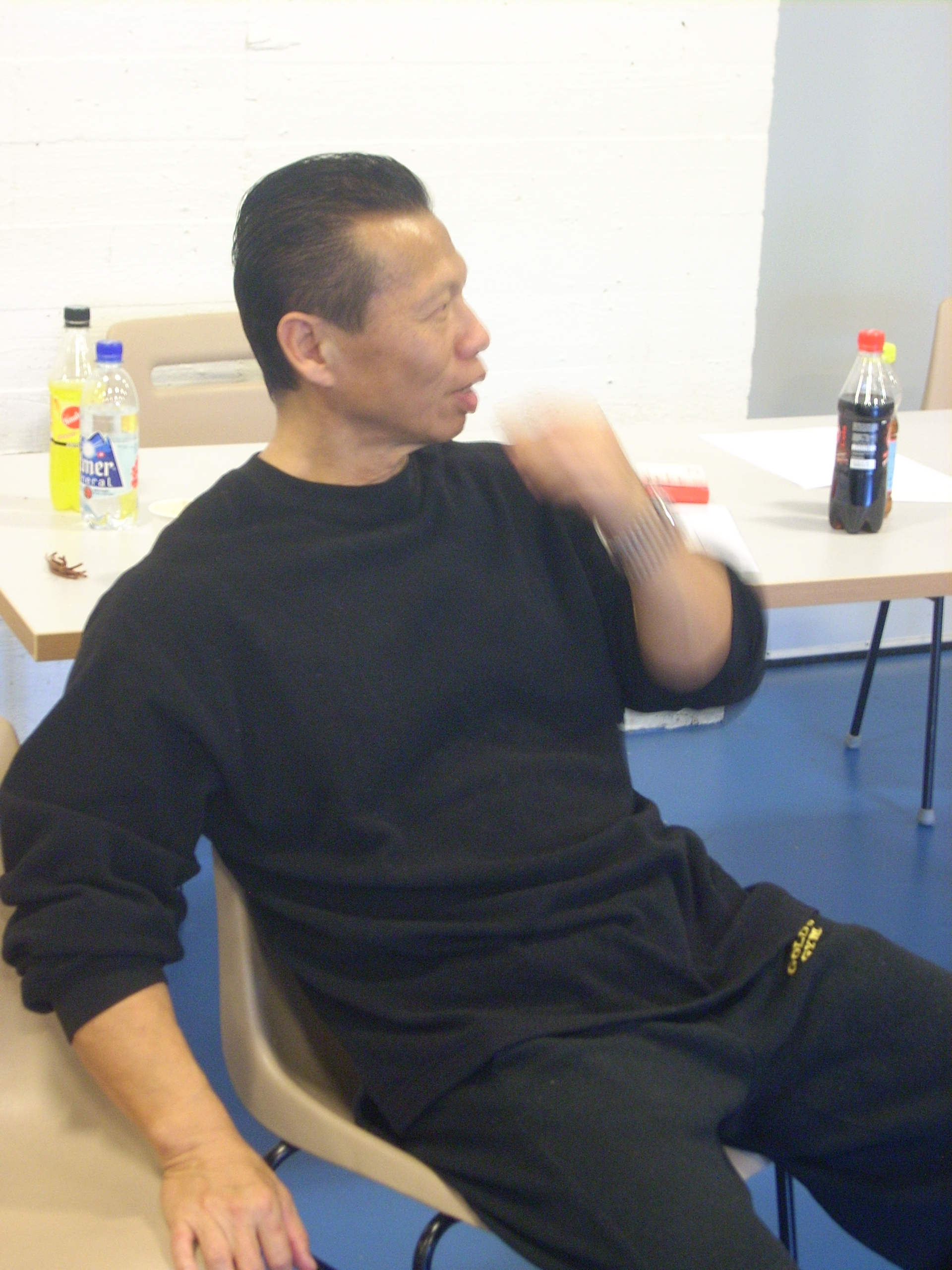
Bolo Yeung

Yang Sze (楊斯; pinyin: Yáng Sī) (Guangzhou, 3 juli 1946), beter bekend onder zijn pseudoniem Bolo Yeung, is een Chinees acteur en beoefenaar van zelfverdedigingskunsten, zoals kungfu.

## Biografie
Yeung werd geboren in Guangzhou, China. Hij leerde in zijn jeugd wushu en hield zich eveneens bezig met gewichtheffen. In deze laatste sport werd hij zelfs Chinees kampioen.
In de hoop het communisme te kunnen ontvluchten en een beter bestaan in Hongkong op te kunnen bouwen zwom Yeung van het Chinese vasteland naar deze stad, iets wat zijn goede fysieke conditie hem mogelijk maakte.
In films speelt Yeung veelal een wushu-expert die moeilijk te verslaan is. In honderden films van het kungfu-genre heeft hij meegespeeld. Hij kreeg met name bekendheid doordat hij meespeelde in de film Enter the Dragon (1973) van Bruce Lee. Hierin speelde hij "Bolo", de voornaamste vechter van de drugsbaas Han. Aan deze belangrijke rol heeft hij zijn pseudoniem ontleend. Ook in andere films speelt hij regelmatig een tegenstander van de hoofdrolspeler, bijvoorbeeld in de films Bloodsport en Double Impact van Jean-Claude Van Damme. In films als Shootfighter en TC 2000 speelt hij echter de held in de hoofdrol.
Yeung beschouwt tai chi als zijn hoofdstijl.

## Filmografie
- Shi san tai bao (1970)
- Enter the Dragon (1973)
- Bruce the Super Hero (1979)
- Shen wei san meng long (1980)
- Fearless Master (1980)
- Bruce Lee's Dragons Fight Back (1985)
- Bloodsport (1988)
- Bloodfight (1989)
- Breathing Fire (1991)
- Double Impact (1991)
- Tiger Claws (1991)
- Ironheart (1992)
- Shootfighter: Fight to the Death (1992)
- TC 2000 (1993)
- Tiger Claws II (1996)
- Shootfighter II (1996)